# Бартоломео II делла Скала
Бартоломео II делла Скала (*Bartolomeo II della Scala, 1358 —12 липня 1381) — синьйор Верони у 1375—1381 роках.

## Життєпис
Походив з династії Скалігери. Позашлюбний син Кансіньоріо I, синьйора Верони. Народився у 1358 році. У 1375 році після смерті батька разом з братом Антоніо I став синьйором Верони. З огляду на малий вік встановлено регентство чоловіка вуйни Бернабо Вісконті. Але 1378 року його змінила Рада чотирьох. Вдалося налагодити відносини з церквою, відновити права власності, втрачені феодалами та знатними родинами і містами за Кансіньоріо делла Скала.
Бартоломео II користувався симпатією веронців. Він був закоханий в красиву дівчину з родини Ногароле. Але він не був щасливий в цій любові, тому що дівчина висловлювала перевагу молодій людині зі шляхетної родини Маласпіна. В один липневий вечір 1381 року Бартоломео делла Скала повернувся з полювання втомленим і розчарованим. Він рано ліг спати і не помітив найманих вбивць, захованих в його покоях за наказом брата Антоніо I. Разом зі своїм довіреним секретарем Гальвано ді Пойяно він був зарізаний уві сні, після чого вбивці завернули їх тіла в чорні плащі з капюшонами і, користуючись темрявою ночі, підкинули їх на площу Санта Чечілія по сусідству з будинком Ногароле. За це роди Ногароле і Маласпіна зазнали знищення, втім швидко було виявлено, хто став організатором вбивства Бартоломео II. Ці події суттєво підірвали авторитет роду Скалігери в Вероні.